# Santa Martha Acatitla
Santa Martha Acatitla es uno de los pueblos de la delegación Iztapalapa, en la Ciudad de México, ubicado casi en la entrada del municipio de La Paz, Estado de México. En él se hallan las estaciones  Acatitla, Santa Marta y Peñón Viejo de la Línea A y el Reclusorio Femenil de Readaptación Social del mismo nombre (conocido como el Penal Femenil de Santa Martha Acatitla), además de la Penitenciaría de la Ciudad de México.

## Toponimia
En la época prehispánica, este lugar fue un asentamiento humano de enemigos de los mexicas, llamado "Acatitlan", el cual pasó a llamarse "Santa Martha Acatitla", después de la conquista española. El vocablo acatitla significa, en idioma náhuatl, "abundancia de juncos", de ákatl (junco, caña, carrizo), -tla (abundancia) y -ti- (partícula de unión frecuente para sustantivos terminados en -tl); como topónimo, la forma requerida es acatitlán, "lugar donde abundan los juncos", usualmente traducido "entre los juncos".[cita requerida]

## Costumbres
El carnaval es una fiesta antes de la Cuaresma, y básicamente consiste en cuadrillas de danzantes que van por las calles vestidos de charros con máscaras de chinas poblanas, o disfraces diversos llamados chichinas. Los acompaña una orquesta o banda de música, y se detienen a bailar frente a las casas donde saben que les darán una cooperación para pagar la música. Se corona a las reinas que desfilan en carros alegóricos y se organizan grandes bailes, aunque hay algunas variaciones que distinguen a cada pueblo. Es una de la tradiciones que mantiene esta comunidad desde hace muchos años, y en esos días se paralizan las actividades cotidianas para dar paso a la diversión. Este lugar es emblemático, por los habitantes del lugar donde nuestros ancestros vivieron, considerándolo como pueblo, pero hoy en día la infraestructura y la urbanidad han desplazado un poco la magia que, como pueblo de origen, tiene Santa Martha Acatitla.[cita requerida]

## Festividad
El día 29 de julio se celebra a la patrona de este pueblo. Dicha fiesta patronal es dirigida por un mayordomo, el cual es escogido por los habitantes del pueblo. Al término de la festividad, se realiza una junta para mostrar el informe de los gastos totales, tales como el precio de la comida que es hecha para ser consumida por todas las personas de la localidad durante la festividad, la cual llegar a tener una duración aproximada de cinco días. Asimismo, en la fiesta se muestran ciertos espectáculos visuales, tales como fuegos pirotécnicos, bailes folklóricos, danzas y juegos prehispánicos, al igual que auditivos como bandas de viento que pueden venir de los estados de Sinaloa o Guanajuato. Esta conmemoración es pagada en su totalidad por una cantidad de los moradores del lugar, los cuales voluntariamente deciden aportar cuanto dinero deseen, a fin de llevar a cabo una fiesta merecedora de su patrona. Para recaudar el dinero, el antes mencionado mayordomo pasa de puerta en puerta cada domingo, pidiendo que las personas cooperen con lo que quieran.

## Lugares de interés

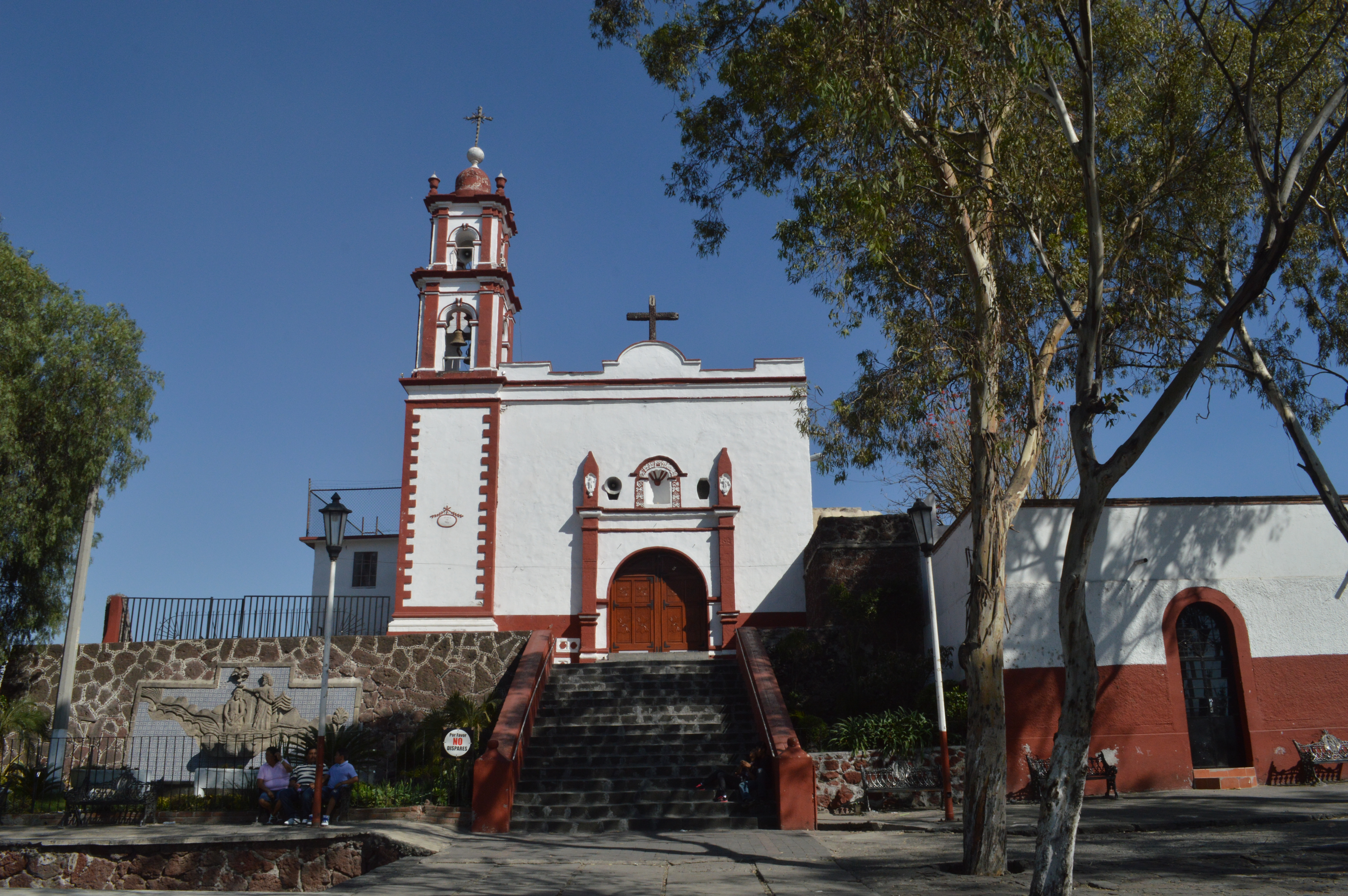
Parroquia del pueblo

- Parroquia y Ex Convento de Santa Martha Acatitla
- Panteón vecinal
- Foro al aire libre Acatl
- Quiosco
- Museo Comunitario del Pueblo de Santa Martha Acatitla

- Datos: Q6120514